# Zandbergen (België)
Zandbergen is een dorp in de Belgische provincie Oost-Vlaanderen en een deelgemeente van de stad Geraardsbergen, het was een zelfstandige gemeente tot aan de gemeentelijke herindeling van 1977.
Het dorp ligt in de Denderstreek, langs de Dender, in Zandlemig Vlaanderen. De dorpskern ligt ten zuiden van de rivier. Ten noorden van de Dender staat het station. De nieuwere stationswijk is door lintbebouwing met Appelterre-Eichem verbonden geraakt.

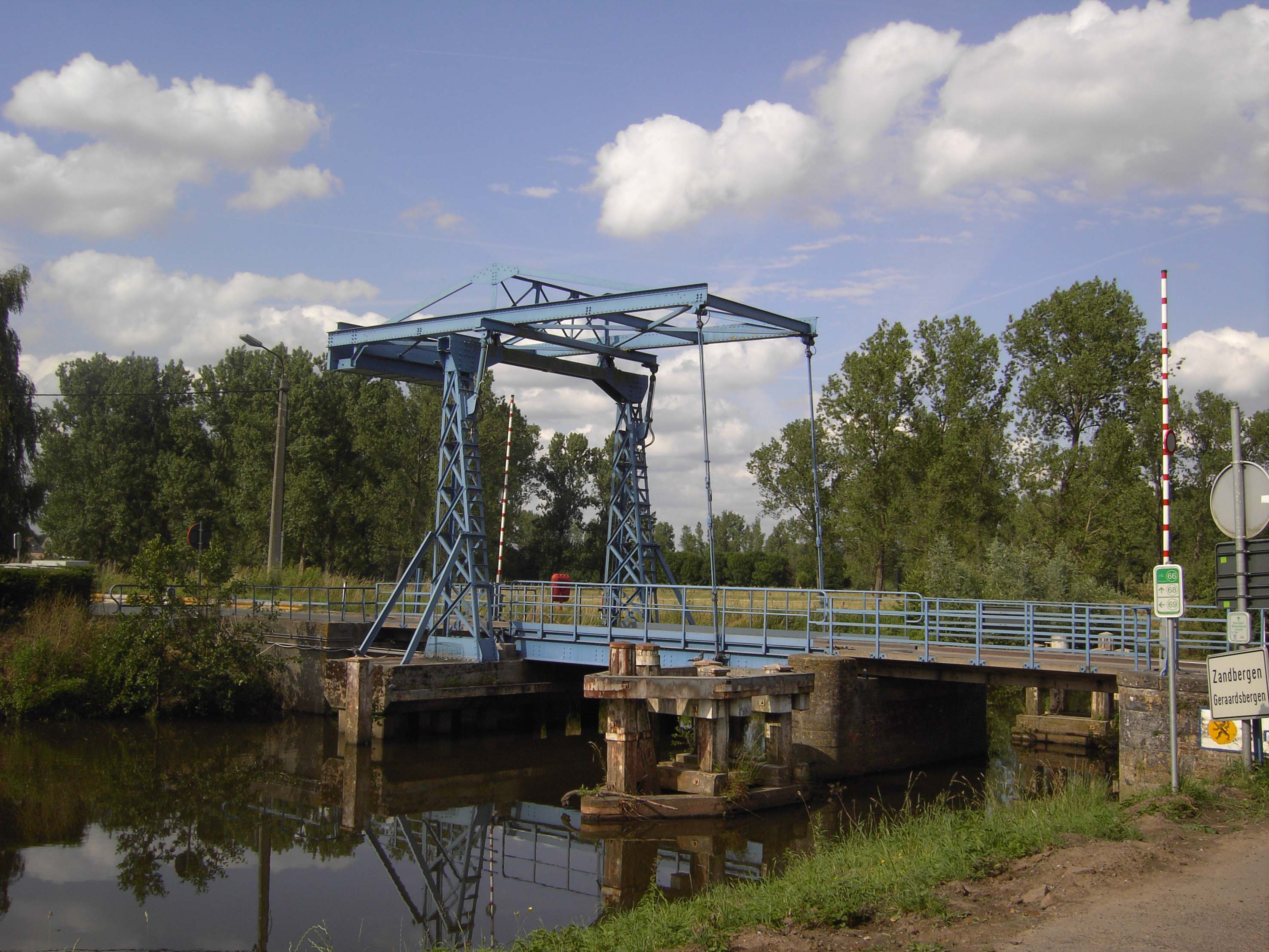
Denderbrug in Zandbergen

## Bezienswaardigheden
- De Onze-Lieve-Vrouwekerk met westertoren uit de 13de eeuw, beschermd sinds 1971, gerestaureerd in 1990. In de kerk hangt het schilderij Vlucht uit Egypte van Jacques de Lalaing
- Het Kasteel de Lalaing, ook genaamd Hof van Lier
- Het Station (ontworpen door Jean-Pierre Cluysenaar), beschermd en momenteel (december 2011) in restauratie

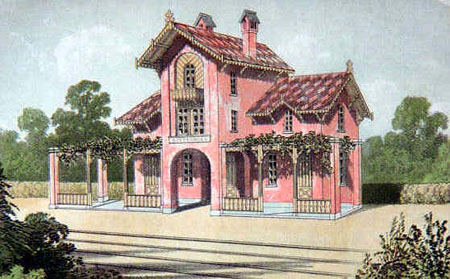
Concepttekening van station Zandbergen door Jean-Pierre Cluysenaar

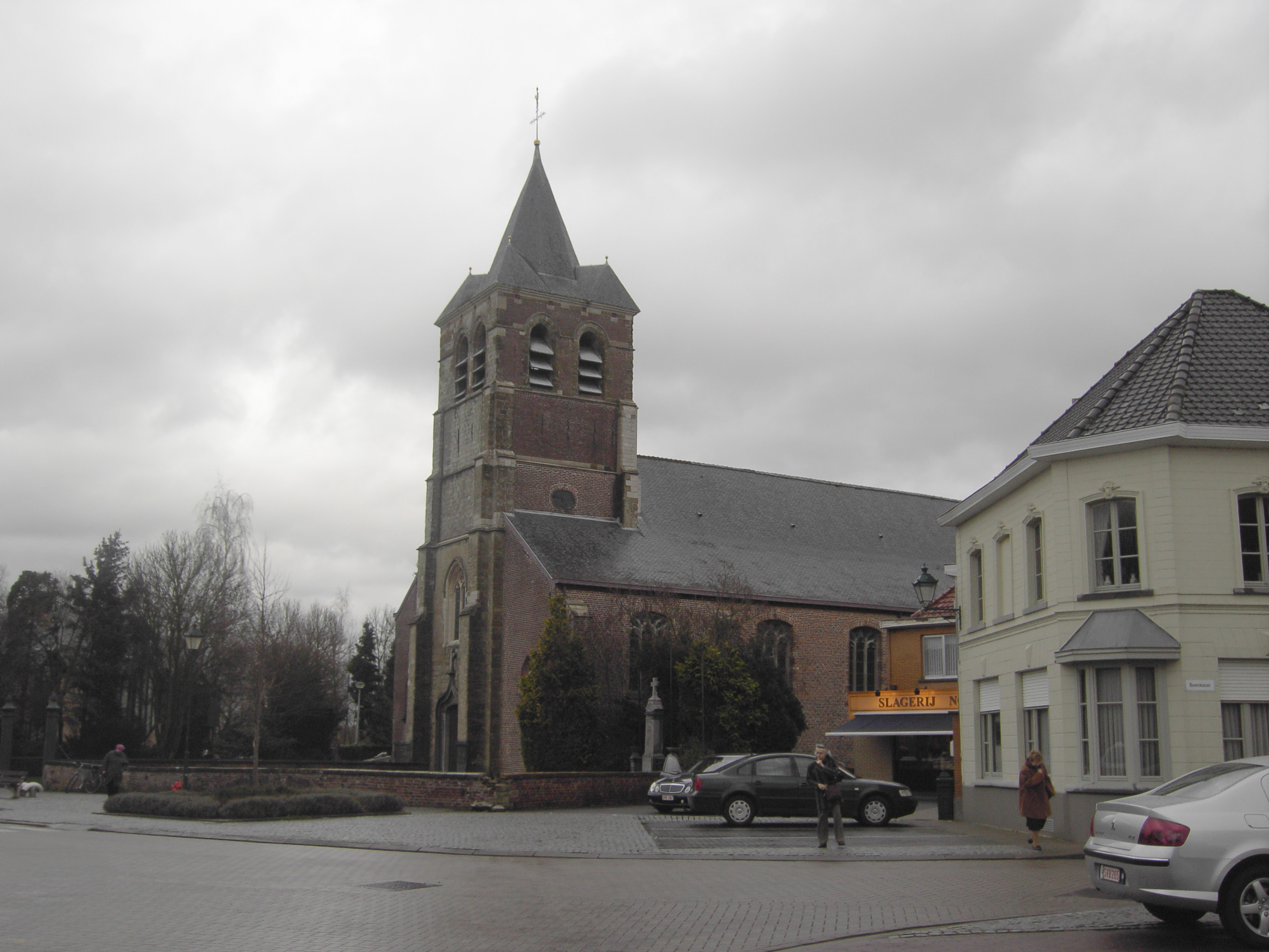
Onze-Lieve-Vrouwekerk

## Natuur en landschap
Zandbergen ligt aan de Dender op een hoogte van 20-95 meter. Een belangrijk natuurgebied is de Dendervallei.

## Demografische ontwikkeling
- Bronnen:NIS, Opm:1831 tot en met 1970=volkstellingen; 1976 = inwoneraantal op 31 december

## Toerisme
Door dit dorp loopt onder meer de Denderroute zuid en Denderende steden.

## Sport
In Zandbergen speelde de voetbalclub SK Zandbergen.

## Bekende Zandbergenaren
- Jan De Cooman (1893-1949), kunstschilder
- Paul de Pessemier 's Gravendries (1951), schrijver
- Annemie Turtelboom (1967), voormalig politica
- Maarten Larmuseau[1] (1983), professor geneticus en genealoog

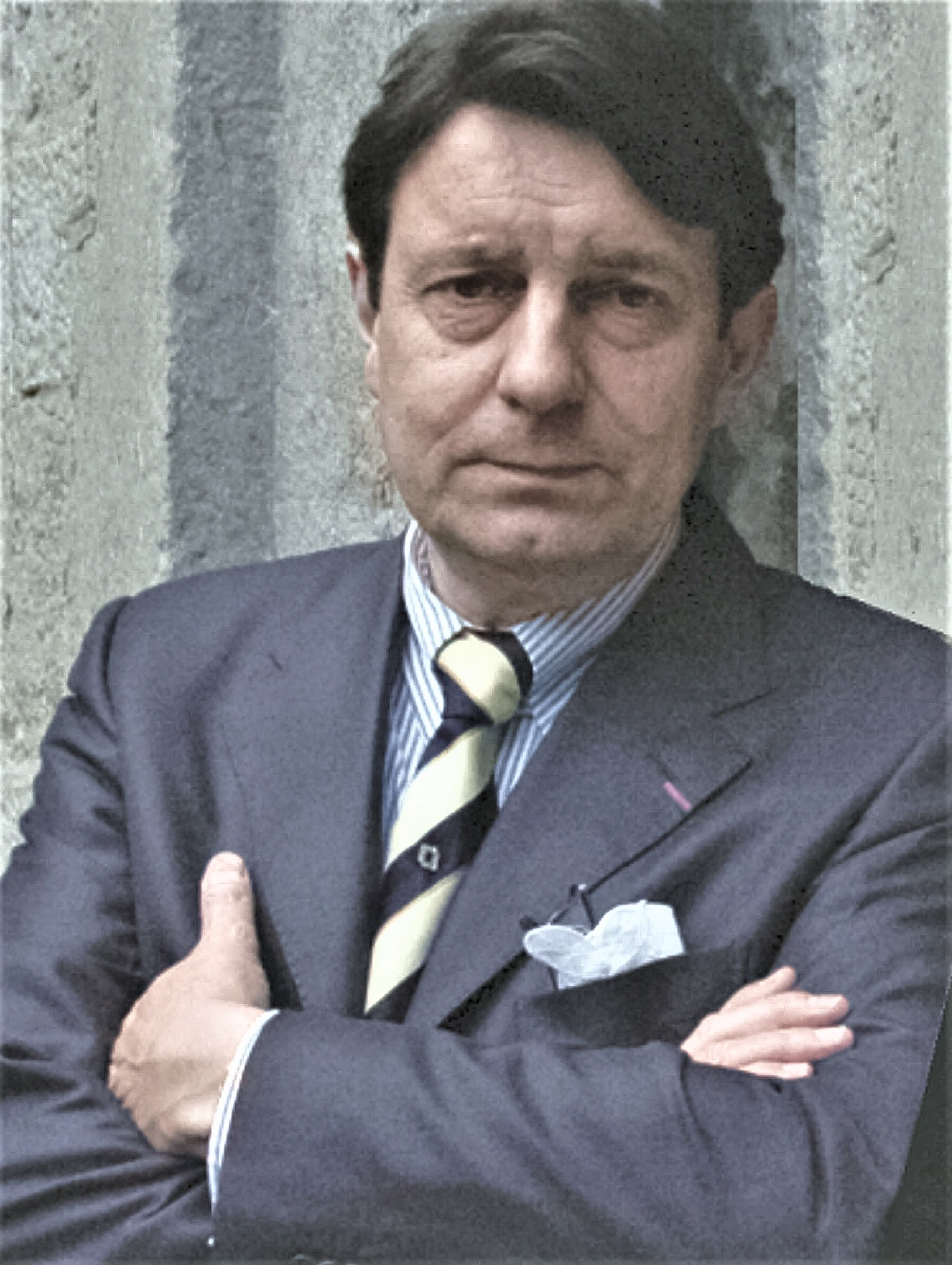
Paul de Pessemier 's Gravendries
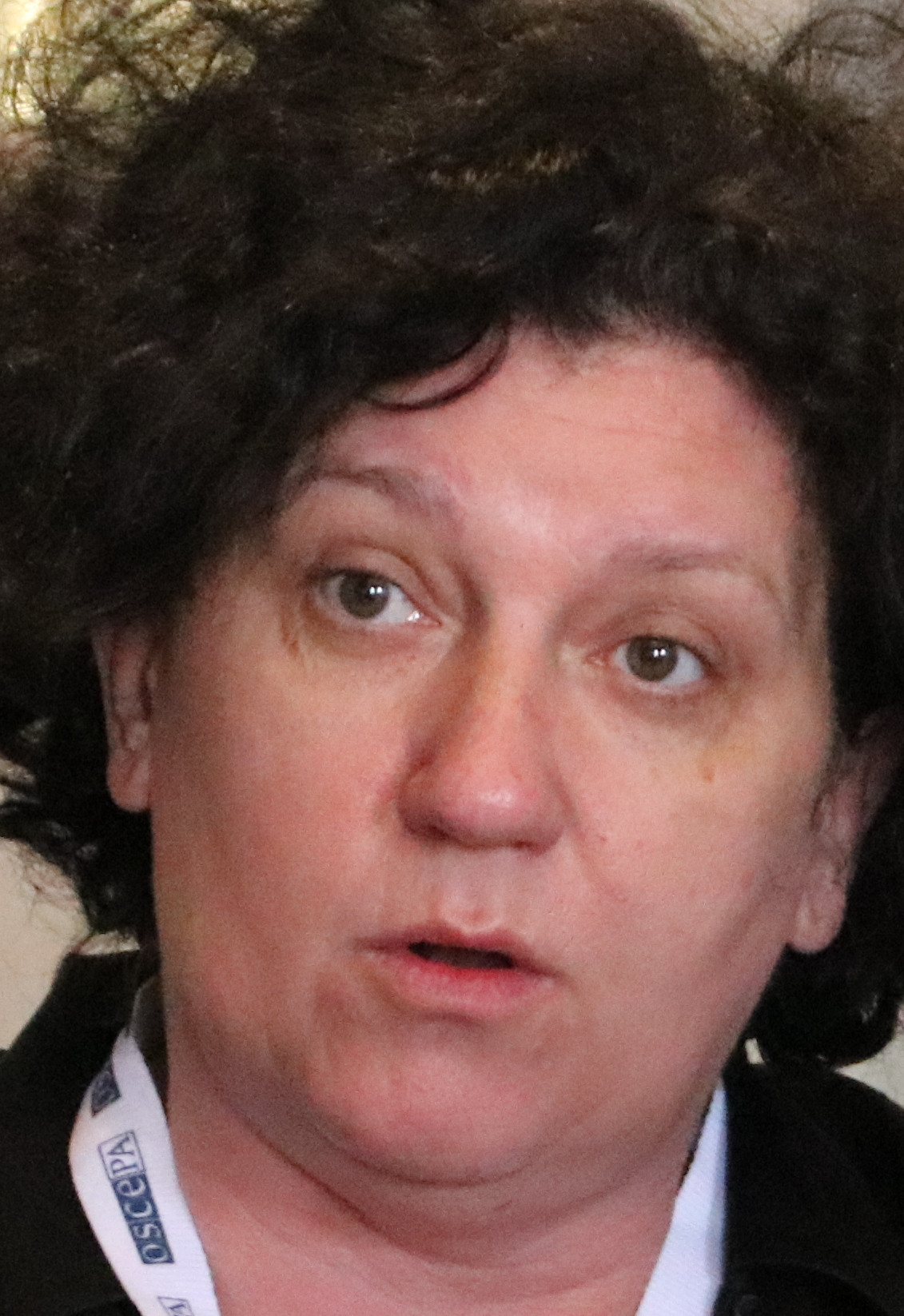
Annemie Turtelboom
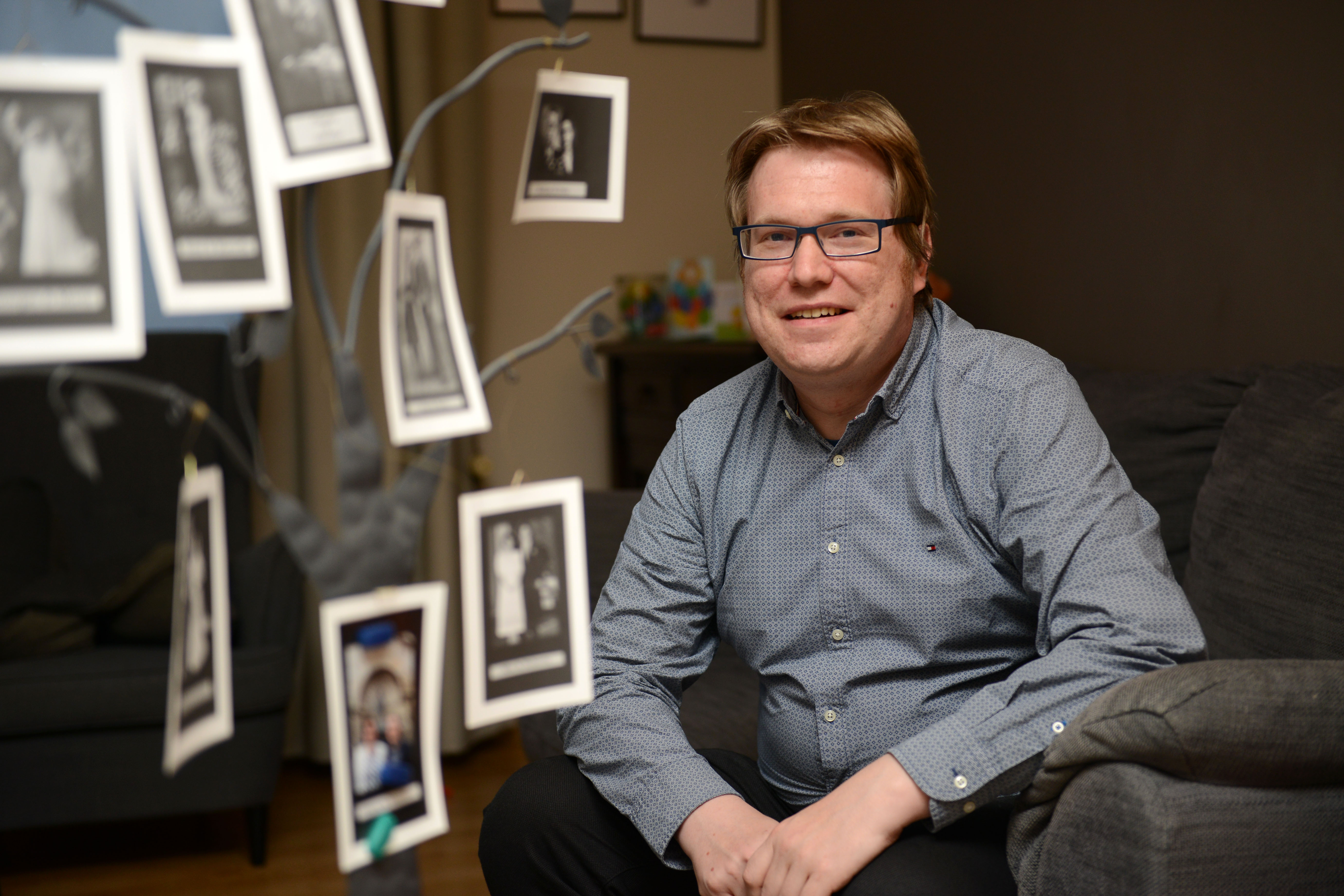
Prof. Maarten Larmuseau

## Nabijgelegen kernen
Grimminge, Idegem, Appelterre, Pollare, Nieuwenhove
Deelgemeenten: Geraardsbergen · Goeferdinge · Grimminge · Idegem · Moerbeke · Nederboelare · Nieuwenhove · Onkerzele · Ophasselt · Overboelare · Schendelbeke · Smeerebbe-Vloerzegem · Viane · Waarbeke · Zandbergen · Zarlardinge

Overige plaatsen: Atembeke · Smeerebbe · Vloerzegem

Belgische gemeenten · Arrondissement Aalst · Oost-Vlaanderen · Vlaanderen